# سایتو توشیناگا
سایتو توشیناگا (به ژاپنی: 斎藤利良)، سامورایی اهل ژاپن بود. وی شوگودای (معاون فرماندار) ولایت مینو بود. پس از مرگ پدر در ولایت اومی در سال ۱۴۹۷ میلادی توسط دو عموی خود حمایت شده و در خردسالی ششمین رهبر خاندان سایتو شد. وی در خدمت توکی ماسافوسا فرماندار ولایت مینو بود.